# العراب (لعبة فيديو 2006)
العراب (بالإنجليزية: The Godfather) وهي لعبة عالم مفتوح أكشن-مغامرات، تم برمجة هذه اللعبة من قبل شركة فيسرال غيمز وإنتجت من قبل شركة إلكترونيك آرتس في سنة 2006 على بلاي ستيشن 2 وإكس بوكس ومايكروسوفت ويندوز، وثم تم إنتاجها في بلاي ستيشن بورتبل وإكس بوكس 360 ووي.
وأحداث اللعبة مبنية على فلم العراب في سنة 1972 وكانت شخصية اللعبة هو مايكل كورليوني.

## روابط خارجية
- العراب على موقع IMDb (الإنجليزية)